# Alfi
Alfi (en llatí Alfius) va ser un escriptor romà que va escriure una obra sobre la guerra de Troia, mencionada per Pescenni Fest (Festus) en una notícia que dona dels Mamertins.